# Puerto Rico (Misiones)
Pour les articles homonymes, voir Puerto Rico (homonymie).
Puerto Rico est une ville d'Argentine ainsi que le chef-lieu du département de Libertador General San Martín de la province de Misiones. Elle se situe à 170 km au nord-est de la capitale provinciale Posadas.

## Population
La ville comptait 14 520 habitants en 2001, ce qui représentait une hausse de 19,8 % par rapport à 1991.